# Bic
La Bic è un'azienda con sede a Clichy, Francia, fondata nel 1945 dal barone di origine valdostana Marcel Bich, capofila nella produzione di materiale da cancelleria come ad esempio la classica penna a sfera (il nome Bic deriva tra l'altro dall'abbreviazione del suo cognome). Dopo il gran successo ottenuto e l'affermazione in questo campo ha iniziato a produrre accendini, rasoi da barba e altri prodotti usa e getta.

## Storia
La Bic fu fondata in Francia da Marcel Bich insieme a Edouard Buffard nel dicembre del 1945. I due comprarono una fabbrica e avviarono la produzione di matite e penne stilografiche. Nel dicembre 1950, Marcel Bich presentò la sua penna a sfera e la chiamò BIC. La "h" finale fu tolta per evitare una possibile pronuncia inappropriata in lingua inglese (Bich → ing. bitch, "cagna", "stronza"). Bic ottenne i diritti di brevetto dall'inventore argentino-ungherese László József Bíró (che morì senza nemmeno un titolo azionario legato alla sua invenzione, aveva venduto le azioni per fuggire dall'Europa durante la seconda guerra mondiale) migliorandone il metodo di produzione. Una penna a sfera economica e affidabile fu presentata a Buenos Aires, dove risiedeva Biró. Nel 1954 la Bic entra nel mercato italiano, e si quota in borsa nel 1972; nel 1973, dopo aver acquistato Flaminaire, lancia sul mercato il primo accendino tascabile, mentre due anni dopo, grazie ad un accordo con Laminex, azienda greca di lame per rasoi, vende i primi rasoi monolama usa e getta; Nel settembre 2005 la BIC annunciò di aver venduto 100 miliardi di penne usa e getta, cifre che ne fanno la biro più venduta nel mondo. Bic Anniversario d'argento
Come ogni azienda manifatturiera orgogliosa del suo patrimonio di successo, BIC ha celebrato il 25° anniversario del BIC Cristal creando una versione speciale del prodotto di punta. Una serie di penne in edizione speciale in argento sterling-vermeil; placcata d'oro su argento sterling; in oro massiccio e in radica con tappo argento. Tutte, sono state realizzate con lo stesso design esagonale della BIC Cristal. Non si conosce l'anno preciso della penna: ma se si festeggiarono i 25 anni del BIC Cristal, risalirebbe al 1975; se festeggiarono la fondazione dell'azienda, risalirebbe al 1970. Queste penne, secondo Jim Rouse di Bertram's Inkwell, non erano destinate alla vendita, ma venivano date a dipendenti e dirigenti per commemorare l'evento, con le penne sterline che probabilmente erano le penne più comuni e generiche distribuite, le penne vermeil ai dipendenti di livello superiore e le penne in oro massiccio riservate ai dirigenti senior. Un tesoro unico di un'azienda nota per la produzione di milioni di penne a sfera usa e getta a basso costo. Altra versione Anniversario pare sia stata prodotta nel 1990 in occasione del 40° anniversario BIC.

## Negli USA
Dieci anni dopo la commercializzazione in Europa, le penne BIC furono presentate negli Stati Uniti. Gli americani all'inizio furono guardinghi. Sul mercato erano presenti numerose marche locali. La diffusione delle BIC aumentò con una campagna pubblicitaria in televisione: "Writes first time, every time" (Scrive la prima volta, ogni volta). La BIC vendeva le penne a 29 centesimi l'una ma nel giro di un anno il prezzo scese a 10 centesimi. Al momento il modello più venduto è il Cristal. Per quanto riguarda gli accendini, la BIC detiene il primato di vendite per quelli usa e getta.

## Proprietà
Dopo l'acquisizione dell'inglese Biro Swan nel 1957, azione che le consentì l'espansione anche in Irlanda, Australia, Nuova Zelanda e Sudafrica, la società divenne pubblica nel 1958 con una fusione inversa nella più antica Waterman Pen Company di Seymour nel Connecticut, Stati Uniti, la cui acquisizione consentì l'entrata nel mercato nordamericano.
Nel 1979 Bic acquisisce l'azienda di articoli da disegno e per colore Conté, nel 1981 la Tabur Marine creando il marchio Bic Sport per i prodotti per sport acquatici, ceduto molto tempo dopo a una società estone; poi nel 1992 la statunitense White-Out e nel 1997 Tipp-Ex entrando così nel mercato per i prodotti da correzione, e Stypen nel 2004 per quello delle penne stilografiche ricaricabili e la produttrice di etichette adesive brasiliana Pimaco nel 2006, ceduta a Grupo CCRR nel 2020. Nel 2009, Bic entra nel mercato indiano firmando un accordo per l'acquisto di una quota del marchio leader del settore degli strumenti per scrittura Cello Pens, acquisendola completamente nel 2015. Nel 2020 Bic acquisisce la francese Djeep, nel campo degli accendini di fascia alta, rafforzandosi così nel settore, e Rocketbook nell'ambito della scrittura digitale.
La famiglia Bich possiede circa il 40% del capitale sociale di Bic e controlla il 55% del proprio potere di voto. Nel giugno 2010, BIC ha venduto la sua divisione di prodotti funebri a Prairie Capital, una società di private equity con sede a Chicago.

## Prodotti

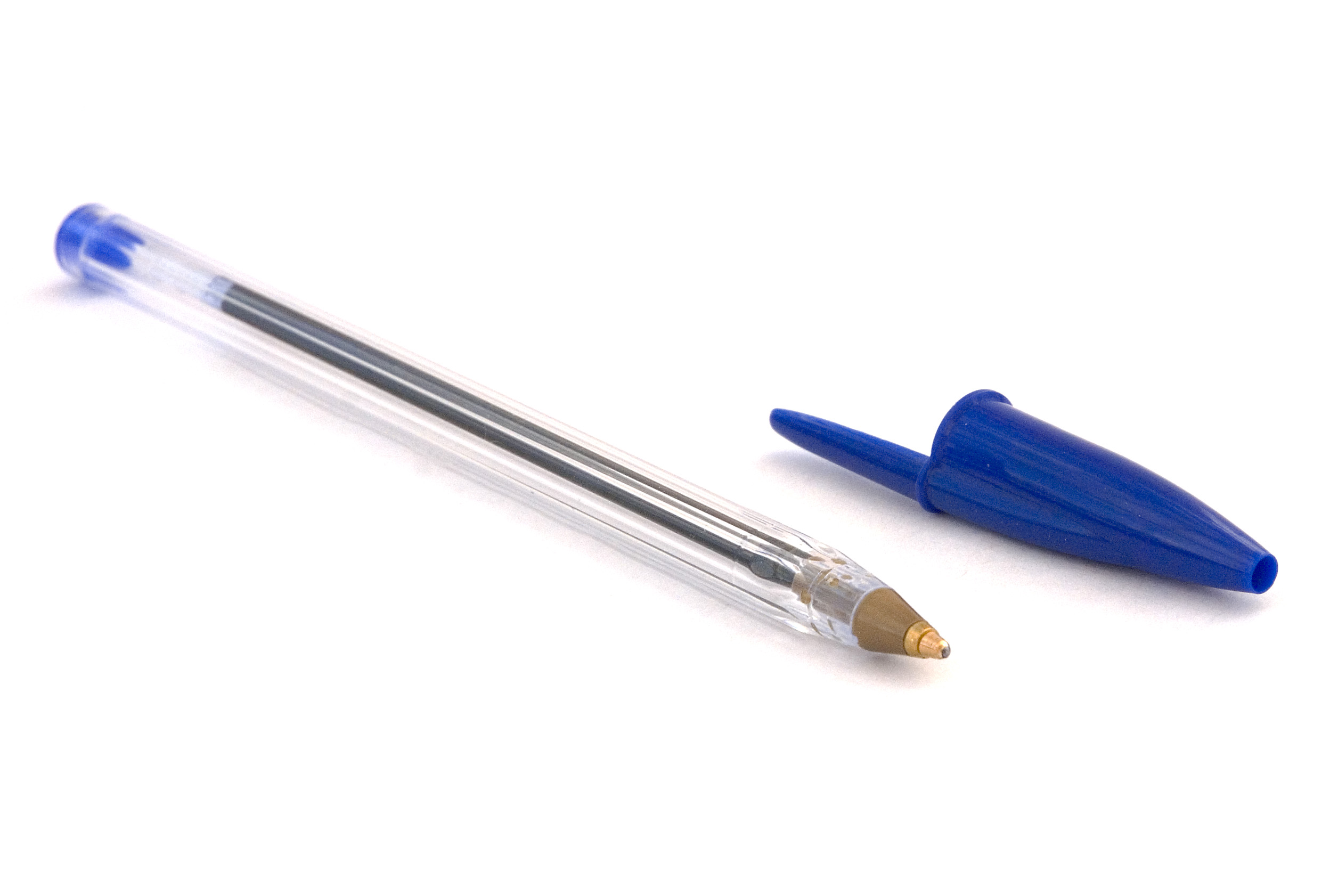
Penna a sfera Bic Cristal

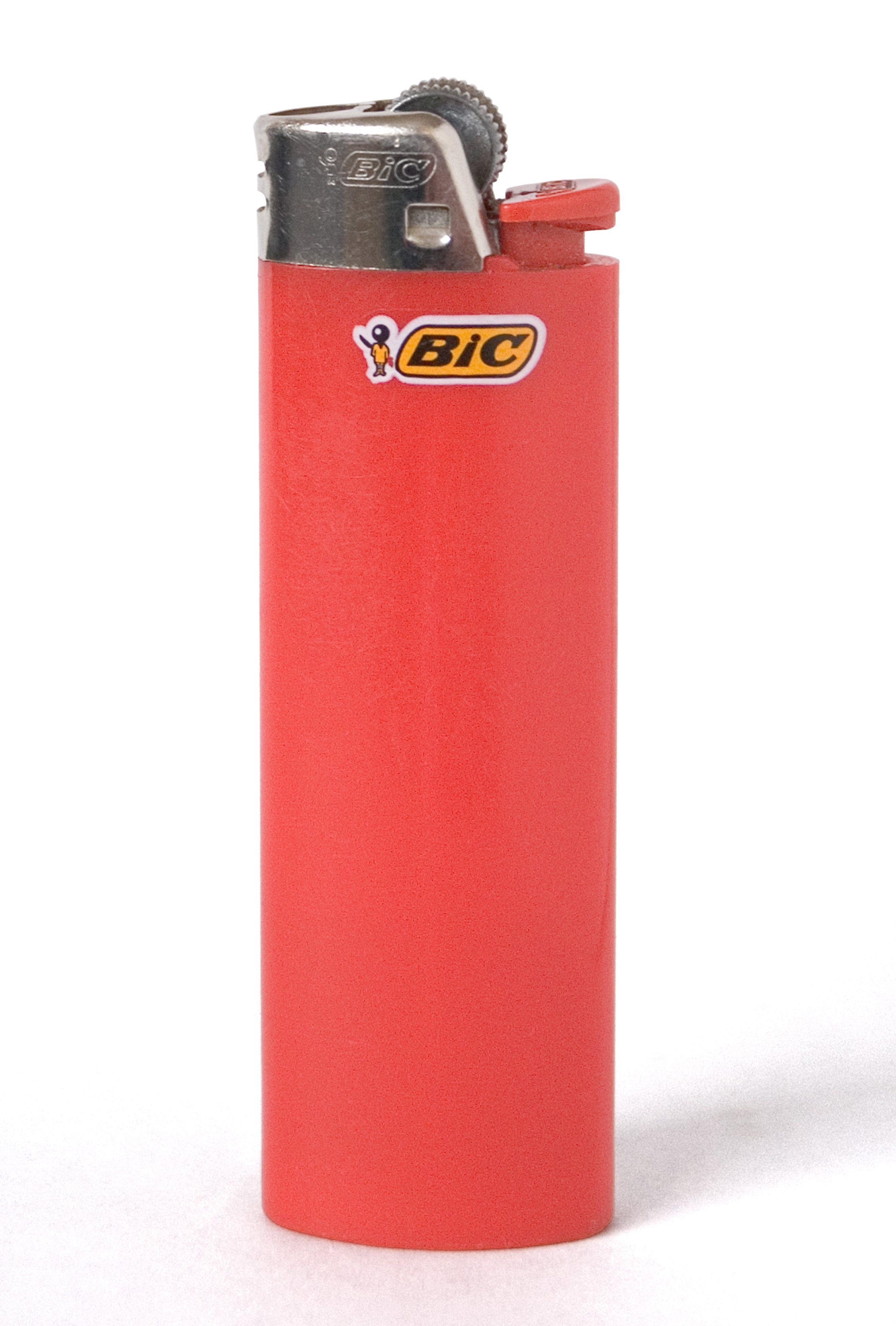
Accendino Bic

### In produzione
Derive a Vela
Open Bic

#### Penne
- BIC Cristal 40º anniversario 1990

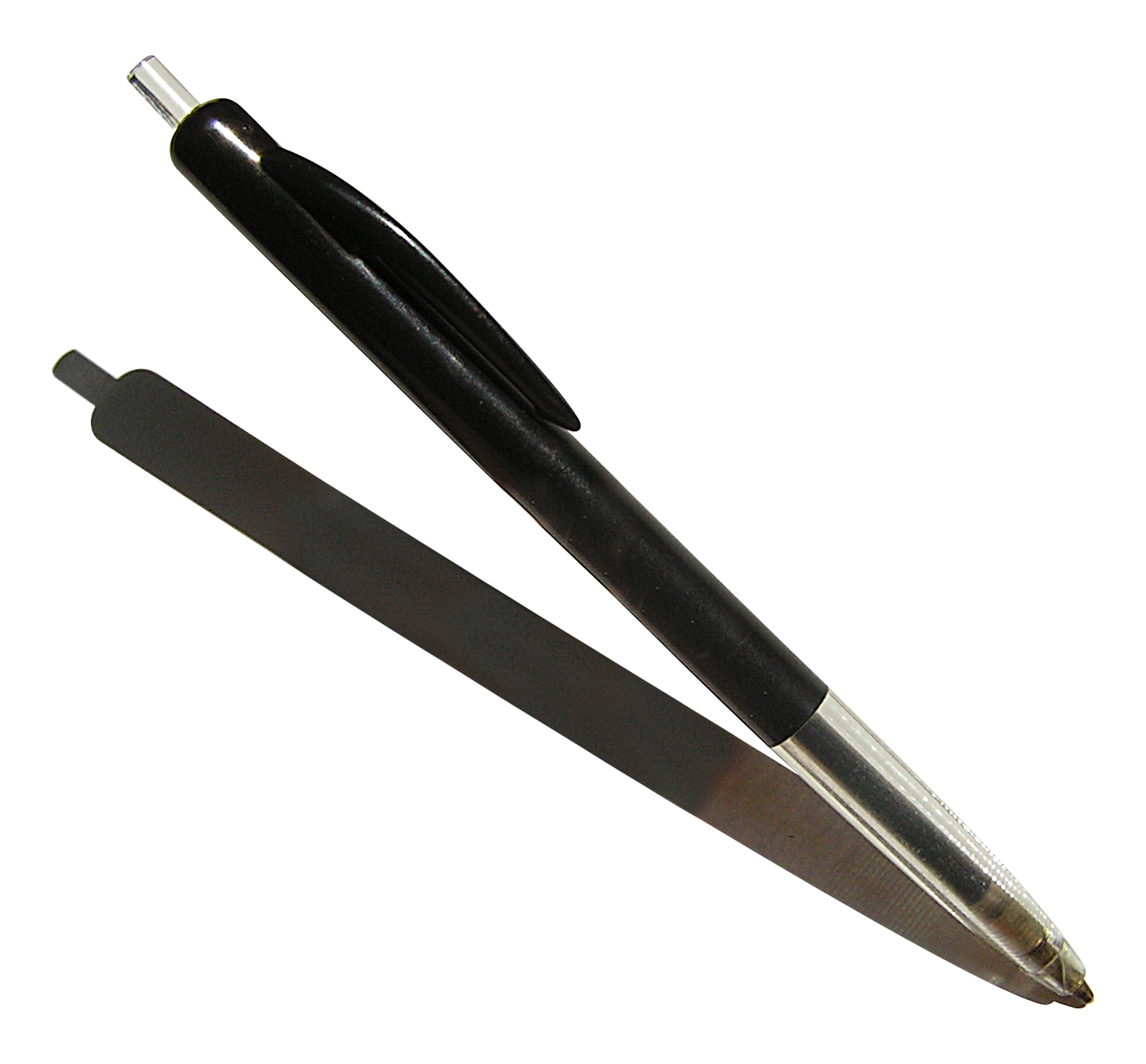
Una penna Bic M10.

- BIC Cristal 25º anniversario 1975

- Cristal
- Orange Fine
- NS Fine
- BIC Fine Plus
- Opaco
- Round Stic
- Diamante
- Clic Stic
- Accountant
- Bu2
- M10 Clic
- 4 Color
- Cristal Grip
- Round Stic Grip
- Diamante Grip
- Softfeel Round Stic
- Orange GRIP
- Orange GRIP Fine
- BU2 Grip
- Cristal Pocket
- Cristal Pocket Scents
- Shimmers
- Shimmers Perfumada / Shimmers Scents
- Ultimates/ Round Stic Grip
- Cristal Grip Colors
- Sculpted Disney / Tigger Novelty
- Disney Mickey
- Disney Winnie the Pooh
- Cristal clic
- Cristal pocket
- Cristal Soft
- Cristal Stylus
- Atlantis

#### Matite
- Rondo Mechanical Pencil
- 550 Criterium Technique
- Gilbert
- Mentor
- 650 Evolution Graphite
- Disney Mickey graphite pencil
- Disney Winnie the Pooh graphite pencil
- Disney Princess graphite pencil
- Sculpted Evolution / Princess pencil with topper
- Barbie
- Hot Wheels
- Sponge Bob Graphite Pencil
- Evolution Triangle Graphite
- BIC Matic
- BIC Matic Grip Round
- BIC Matic Graffiti
- BIC Matic Fun
- Disney Mickey mechanical pencil
- Disney Winnie the Pooh mechanical pencil
- Sponge Bob Mechanical Pencil
- Round Stic Grip
- Clic Matic
- Color Codes Disney
- Softsider
- BIC Silk Metal
- Softfeel Pencil
- Atlantis Pencil
- Velocity
- Clic Master
- Criterium 2 m

#### Accendini
- Maxi
- Mini
- Slim/Midi
- Electronic
- Mini Tronic
- Multi-Purpose Lighter
- Megalighter for Candles

#### Rasoi
- Lamarasoio
- Double Edge Blade
- Classic
- BIC Plus
- Metal
- Twin Select
- Comfort Twin
- Softtwin
- BIC 3 Sensitive
- Comfort 3
- Comfort 3 "Advance"
- Classic Lady
- BIC Plus Lady
- Comfort Twin for Women
- Softwin Lady
- Pure 3 Lady
- Soleil
- Soleil Scent
- Flex 3
- Flex 4
- Flex 5